# آن لی (خواننده)
آن لی (انگلیسی: Ann Lee؛ زادهٔ ۱۲ نوامبر ۱۹۶۷) یک موسیقی‌دان اهل بریتانیا است. وی از سال ۱۹۹۰ میلادی تاکنون مشغول فعالیت بوده‌است.